# خرابه مسارب (ذي السفال)

تعديل مصدري - تعديل

خرابه مسارب محلة تابعة لقرية العقيرة، التابعة لعزلة شوائط بمديرية ذي السفال إحدى مديريات محافظة إب في الجمهورية اليمنية، بلغ تعداد سكانها 48 حسب تعداد اليمن لعام 2004.